# الوعي والوعي الزائف في الفكر العربي المعاصر
الوعي والوعي الزائف في الفكر العربي المعاصر  كتاب للمفكر المصري محمود أمين العالم صدر عام 1988 عن دار الثقافة الجديدة في 320 صفحة. يعد هذا الكتاب الجزء الثانى من كتاب قديم للمؤلف هو «معارك فكرية». ذلك أن الكتابين يضمان طائفة من المقالات المتنوعة التي تعالج موضوعا واحدا هو نقد الفكر النظري والإجتماعي في حياتنا «العربية-المصرية» المعاصرة، وخاصة فيما يمس قضايا العلم والحرية والاشتراكية. كما أنهما يلتقيان في معالجتهما لهذه القضايا على أساس منهجي واحد هو المنهج المادي الجدلي والتاريخي، أو الرؤية الماركسية عامة.
تعريف الوعي الزائف: مصطلح يستخدمه علماء الاجتماع ويفسره بعض الماركسيين بالوسائل التي تقوم بها سيرورات مادية، أيديولوجية، مؤسساتية في المجتمع الرأسمالي بتضليل أعضاء البروليتاريا وغيرهم من الطبقات الفاعلة.

## محتوى الكتاب
طريق الأصالة والعصرية - الشرق الأوسط في مؤتمر الدراسات الغربية - في دراسة الأيديولوجية العربية الحديثة ملاحظات منهجية - مفهوم الخصوصية والأصالة عند الدكتور أنور عبد الملك - الفكر العربي المعاصر في مواجهة التراث - على هامش النزعات المادية في الفلسفة العربية الإسلامية - الهروب إلى الأمام.. شكلياً دراسة لكتاب صدمة الحداثة - في مواجهة الغزو الثقافي الصهيوني الإمبريالي الرجعي - الغزو الثقافي والتخطيط المستقبلي للثقافة العربية - الديمقراطية والثورة العربية - الإسلام والثورة - ثلاثة نصوص وثلاثة مواقف في منهج تدريس الفلسفة: (1) أنور عبد الملك ومشروعه الحضاري لتغيير العالم (2) أزمة بنيوية.. أم إشكالية نهضة (3) الخصوصية والأصالة عند المفكرين العرب (4) لمن تهب ريح الشرق – حول ندوة التراث وتحديات العصر: (1) التراث ذلك المجهول (2) حوار التراث والتبعية في تاريخنا المعاصر (3) الخروج من التبعية.. سلفياً (4) حذار من الطعم الاشتراكي (5) ليست ظاهرة دينية خالصة - البحث عن شخصية مصر (1) هذه التوفيقية في حركة التحرر العربية - حركة التحرر العربية بين التوفيق والتوفيقية – ثنائية «الأرض-السماء» في الفكر العربي الإسلامي المعاصر - المراجع - مفهوم العقل والعقلانية عن دكتور زكي نجيب محمود.

## مقتطفات من الكتاب
في مواجهة الغزو الثقافي الصهيوني الإمبريالي الرجعي في الوطن العربي مساهمة في التمهيد لوضع مشروع إستراتيجية ثقافية عربية 
منذ ما يقرب عن عامين انعقد في دمشق في الفترة من 26 إلى 30 يونية مؤتمر للوزراء العرب المسئولين عن الشئون الثقافية، وذلك لمواجهة الغزو الصهيوني بعد توقيع اتفاقيتي كامب ديفيد بين مصر وإسرائيل، والأخذ في تطبيق العلاقات بينهما بما في ذلك العلاقات الثقافية. على أن مناقشات المؤتمر التي انعكست - إلى حد ما - في بيانه الأخير ومقرراته لم تقصر مفهوم هذا الغزو الثقافي على الغزو من الخارج فحسب، ولم تنسبه إلى الصهيونية وحدها، ولم تحصر خطره على مصر، وإنما أبرزت - إلى حد ما - أن هذا الغزو هو جزء من مخطط صهيوني إمبريالي عام. ولقد غلب على قرارات ذلك المؤتمر الطابع الإجرائي العملي، الذي يحدد أهدافا معينة، ويعدد خطوات لتنفيذها ويشكل لجنة لمتابعة هذا التنفيذ، فضلاً عن إقرار ميزانية خاصة لتمويل خطوات التنفيذ. على أنه برغم الجهود الكبيرة الرصينة التي بذلتها الدكتورة نجاح العطار وزير الثقافة في سوريا، والتي عينت رئيسا للجنة المتابعة، فلم يتحقق شيء من أهداف المؤتمر، فما اجتمعت لجنة المتابعة، وما توفرت الميزانية، وما اتخذت خطوة من خطوات التنفيذ، وأصبح البيان الختامي للمؤتمر لا ختامًا للمؤتمر، بل ختامًا للقضية التي انعقد من أجلها المؤتمر.
أتساءل اليوم بعد مرور عامين: لماذا؟ لقد انعقد المؤتمر بمشاركة أهل الحل والعقد في الشئون الثقافية العربية، فلماذا لم يتم لا حل ولا عقد لهذه القضية الثقافية؟ ولقد انتهى المؤتمر إلى قرارات إجرائية محددة، ممكنة التنفيذ عمليّا لا إلى مجرد شعارات خاصة مجردة: فلماذا لم تتخذ خطوات لتنفيذها؟ هل الطابع الرسمي للمؤتمر هو الذي عاقه عن تنفيذ قراراته؟ وعندما أذكر الطابع الرسمي فلست أقصد البيروقراطية - هذا المفهوم الذي يستخدم كثيرا! لطمس وتغييب ما وراءه من دلالة اجتماعية، وإنما أقصد بالرسمية الحكومية. وأقصد بالحكومية تعدد الحكومات وأقصد بتعدد الحكومات تعدد السياسيات، وأقصد بتعدد السياسات تعدد المواقف الفكرية والأيديولوجية من الإمبريالية والصهيونية، وعندما أستخدم كلمة تعدد فإنما أقصد التنوع بل الاختلاف بل التعارض والتناقض في السياسات والمواقف. فكيف كان من الممكن أن تتم وحدة عمل إجرائي مع تنوع واختلاف وتعارض السياسات والمواقف إزاء الإمبريالية والصهيونية وخاصة إذا كان هذا العمل الإجرائي يتعلق بالثقافة؛ أي بالموقف الفكري والأيديولوجي؟ واليوم أدرك تمامًا أن رذيلة ذلك المؤتمر كانت في فضيلته - فالطابع الإجرائي العملي لقرارات المؤتمر هو تلك الفضيلة التي عرقلت تحقيق هذه القرارات، فلو أن المؤتمر انتهى إلى قرارات عامة مجردة، طنانة رنانة، تسب الثقافة الصهيونية، وتلعن متعاطيها، وتتغنى بالمتصدين لها، وتدعو إلى الجهاد المقدس ضدها، حماية ودعمًا للشخصية العربية الأصلية، لاستطاع المؤتمر أن يصل إلى تحقيق أهدافه تحقيقا "رسميًا" كاملا ولاختفت الاختلافات والخلافات ولتحققت وحدة الكلمة العربية على مستوى رفيع يؤكد - كما تؤكد دائمًا – عمق وأصالة الوحدة القومية!! أما أن تؤكد قرارات ذلك المؤتمر على الدعوة إلى "التعاون مع الجمعيات والهيئات والشخصيات الثقافية المصرية التي تنتهج خطا وطنيًا معاديَا للصهيونية ونظام السادات وتقديم كل دعم ممكن لها" وأن تؤكد هذه القرارات على ضرورة "دعم مؤسسات النشر الوطنية في فلسطينية في البلدان العربية" وأن تؤكد هذه القرارات على مطالبة وزارات التربية العربية على أن تدخل في برامج التربية تدريس أخطار كامب ديفيد في مختلف مجالات الحياة العربية الثقافية والسياسية والاجتماعية والاقتصادية "وأن تؤكد هذه القرارات على "مسألة الديمقراطية في الثقافة العربية وحرية الأديب والمفكر العربي واعتبار ذلك هو القاعدة الأساسية التي تقف عليها الثقافة العربية في مواجهة الغزو الثقافي الإمبريالي والصهيوني" أما أن تؤكد قرارات المؤتمر تلكم الأمور وأمورًا أخرى ليست أقل أهمية.

## نقد وتعليقات
كتب الأكاديمي والباحث السوري الدكتور صابر جيدوري على موقع رسالة بوست في 22 مايو 2020: «في كتابه» الوعي والوعي الزائف في الفكر العربي المعاصر«يرى محمود أمين العالم:» أن الوعي الزائف هو ذلك الوعي الخاص الذي تُعبِّر من خلاله السلطة عن مصالحها، وأنه الوسيلة النظرية الأساسية التي تنعكس المصالح الطبقية فيها ومن خلالها«. وفي السياق ذاته يطلق» كارل ماركس«في كتابه» الأيديولوجية الألمانية«مصطلح» الوعي الزائف«على الظاهرة التي تنطلق من الأيديولوجيا، وهي تعمل على تشويه الحقائق وتزييفها بقصد تبرير موقف السلطة. مع ملحوظة أن هذا التعبير النقدي جاء بسبب رغبة ماركس في تفنيد مثالية» هيغل«التي تجعل البشر أدوات في أيدي التاريخ، ولكن إذا كان حديث» العالم«و» ماركس«عن الوعي الزائف قد تناول ما تقوم به السُلط من تزييف لوعي الناس، بقصد توجيههم نحو ما تريده هذه السلطة أو تلك، فإن الوعي يتم تزييفه أيضاً بطرق عديدة منها على سبيل المثال النفاق الاجتماعي، الذي نعيشه على صفحات التواصل الاجتماعي، كأن يكتب أحدهم قصيدة شعر ضعيفة هزيلة لا تمت إلى الشعر بصلة، ثم تنهال عليه التعليقات لتصوره لنا أنه المتنبي إلا قليلا»، وينهي الباحث مقالته وهو يؤكد: «أهمية تحرير وعي الإنسان من الأوهام المتعالية التي تحجب عنه الواقع العياني، وتضع روحه في عالم الظلمة؛ وتجعله غريبًا عن حياته الحقيقية. ولن يتم ذلك بطبيعة الحال إلا بفعل تربوي تنويري يسعى إلى رفع الغطاء الذي زيف وعي الإنسان بحقيقة نفسه، وما يحيط به من حقائق في واقعه الاجتماعي».
كتب محمد طيفوري على موقع جريدة «الاقتصادية» في 15 مارس 2018: «بداية الثمانينيات من القرن الماضي، كتب اليساري المصري محمود أمين العالم، كتاب» الوعي والوعي الزائف في الفكر العربي المعاصر«، في غمرة الصراع الإيديولوجي المحتدم حينها بين الرأسمالية والشيوعية من أجل التوسع والانتشار، كشف فيه كيف كانت عملية تزييف الوعي بغرض السيطرة على الفكر الثقافي والإعلام والتعليم، إحدى وسائل الاشتغال وأدوات التحكم الأساسية بالسيطرة على الفكر الثقافي، من خلال إعادة ترتيب الأولويات والرفع من شأن القضايا الثانوية في مقابل تهميش القضايا الأساسية»، وتابع الكاتب المغربي قائلاً: «حتى لا نحلق عاليا في سماء التنظير، يكفي أن نعرج سريعا على ما يطرح من معلومات وأفكار ويتداول من قضايا وموضوعات في رحاب مختلف وسائل التواصل الاجتماعي (فيسبوك، تويتر، سناب شات...) حتى ننتهي بخلاصات تكاد تكون قاسما مشتركا بين رواد هذه الوسائل. فمن ناحية أولى، تفتقد هذه الوسائل إلى ميكانيزمات تمكن روادها من التمييز بين الحقيقة والإشاعة، أو الأخبار الزائفة - ما يعرف بـ» الفاك نيوز«-، التي تنتشر فيها مثل انتشار النار في الهشيم، حتى أن محترفي الإشاعات يستغلون جمهور هذه الوسائل لنشرها تحقيقا لمصالح أو خدمة لجهات معنية».
كتب يومتن عليجة على الموقع الجزائري «مخبر الفينومينولوجيا وتطبيقاتها» مقالة تحت عنوان «قضايا الخلاف في الفكر العربي المعاصر» أعتمد فيها على كتاب محمود أمين العالم «الوعي والوعي الزائف في الفكر العربي المعاصر».
أصدرت الدكتورة وريف عوادين كتاب عنوانه «نظرية الدولة في الفكر الماركسي العربي الحديث» لنيل درجة الدكتوراه من الجامعة الأردنية وجاء فيه: «نقد لاذع لمحمود أمين العالم في كتابه «الوعي والوعي الزائف في الفكر العربي المعاصر» الموجه للعروي لانه يجعل تأثير الحضارة الغربية على الأيديولوجيا العربية ذا بعد ميكانيكي وحيد الإتجاه، متجاهلاً الدور الفاعل للتكوينات الاجتماعية الداخلية كمحصلة معقدة لآلية داخلية وخارجية في آن معا، لأنه مهما كانت فعالية تأثير التيارات الأوروبية، لن تنجح إذا لم يتوفر داخل المجتمع العربي ما يهيئ لها هذا النجاح». 
جاء في كتاب «الشاعر العربي الحديث ناقداً» للدكتور علي صليبي مجيد المرسومي  (كلية التربية الأساسية - الجامعة المستنصرية - العراق): «يرى محمود أمين العالم في كتابه «الوعي والوعي الزائف في الفكر العربي المعاصر» أن السبيل الوحيد للمحافظة على التراث هو النظر الدائم فيه، والابتعاد عن المصالح الضيقة التي تقدم لنا نتائج ضعيفة وغير مقنعة. فالموقف من التراث لا ينبغي أن يكون موقف الإحياء السلبي، أو موقف الإسترداد البليد، فضلاً عن أنه لا ينبغي أن يكون موقف الرفض المطلق أو الانتقائية النفعية، وإنما ينبغي أن يكون موقف النقد التاريخي الشامل، الذي يتبنى التراث له، بكل أنحاءه، وبتخذ عمقاً تاريخيا لنا».
جاء في كتاب «نظرات شرعية في فكر منحرف - المجموعة السابعة» للمؤلف سليمان بن صالح الخراشي كلمات تقدير لمحمود أمين العالم وكتابه «الوعي والوعي الزائف في الفكر العربي المعاصر»، ثم يكتب منتقداً محمود أمين العالم قائلاً: «يقف من السلفية والسلفيين موقفاً معادياً متهجماً متجنياً».

## وصلات خارجية
https://www.goodreads.com/book/show/8779040 الوعي والوعي الزائف في الفكر العربي المعاصر
http://alwasat.ly/news/opinions/343766?author=1 الوعي والوعي الزائف في الفكر العربي المعاصر
https://archive.org/details/al-waay_wa_al-waay_al-zaef الوعي والوعي الزائف في الفكر العربي المعاصر
https://www.aleqt.com/2018/03/15/article_1350241.html الوعي والوعي الزائف في الفكر العربي المعاصر